# Matterhorn: A Novel of the Vietnam War
Matterhorn: A Novel of the Vietnam War is de debuutroman uit 2009 van de Amerikaanse auteur en Vietnamveteraan Karl Marlantes.
De roman Matterhorn beschrijft Marlantes ervaringen als pelotons- en compagniescommandant (eerste luitenant) in de Vietnamoorlog. Het boek werd enthousiast ontvangen in de pers. Het duurde 33 jaar voordat het boek gepubliceerd werd.

## Het verhaal
Het boek speelt zich af gedurende het winterseizoen van 1968-1969 in Vietnam. Matterhorn was de naam die de Amerikanen hadden gegeven aan een heuvel in het grensgebied van Vietnam (nabij Laos) die zij moesten verdedigen. Hoofdpersoon is Waino Mellas, een jonge luitenant die is ingedeeld bij de Bravo-compagnie van een regiment van het marinierscorps. Als nieuweling moet hij zich invechten in de groep en na twee maanden is hij zelf veteraan. Gedurende de beschreven periode vinden sommige mannen een heroïsche dood, terwijl anderen sterven door fouten begaan door de bureaucratie in de legerorganisatie.

No the jungle wasn't evil. It was indifferent. Soo, too, was the world. Evil then must be the negation of something man had added to the world. Ultimately, it was caring about something that made the world liable to evil. Caring. And then the caring gets torn asunder. Everybody dies but not everybody cares.

Marlantes schreef dertig jaar aan het epos dat oorspronkelijk 1600 pagina's lang was. Het boek kreeg veel lovende kritieken, onder meer in de The New York Times.  Tijdens de Vietnamoorlog kreeg schrijver Marlantes verschillende onderscheidingen uitgereikt, onder andere het Navy Cross voor buitengewone moed als commandant van Company C (1st Battalion, 4th Marines, 3rd Marine Division (Reinforced), Fleet Marine Force) in operaties tegen de vijand in Vietnam van 1 tot 6 maart 1969. Daarnaast ontving hij een Bronze Star, twee Navy Commendation medailles voor moed, twee Purple Hearts en tien Air Medals voor zijn diensttijd in het United States Marine Corps in Vietnam.